# Commies

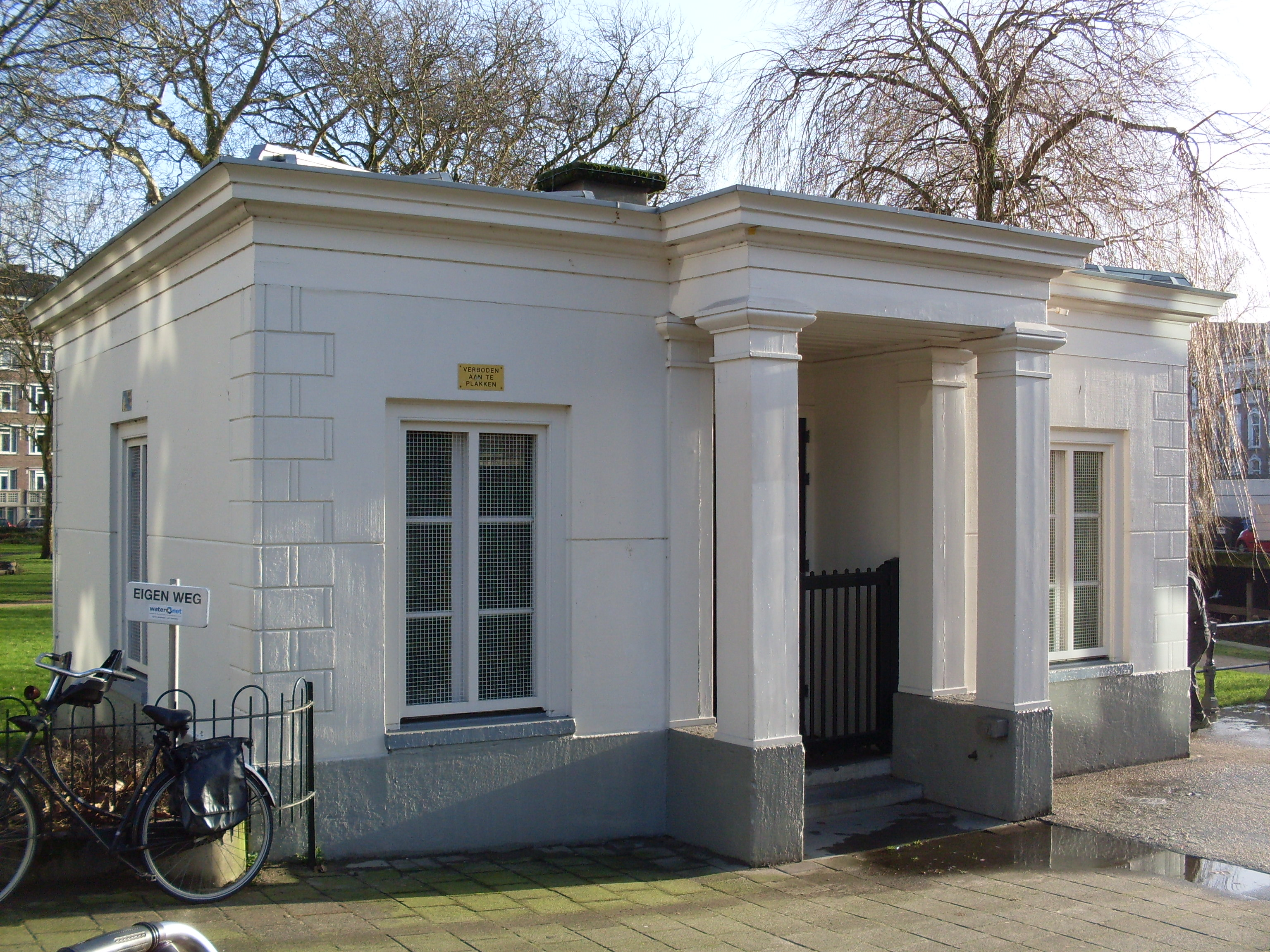
Commiezenhuisje van de Amsterdamse stedelijke accijnsdienst

Commies (ook geschreven als kommies) is een voormalige ambtelijke rang in Nederland. Het gaat om een administratieve ambtenaar van middelbare rang, lager dan een referendaris, maar hoger dan een klerk. Boven, respectievelijk onder de commies bestonden ook nog de rangen van hoofdcommies en adjunct-commies.
Door het publiek werd de functie vooral geassocieerd met ambtenaren bij belastingdienst of douane. Na 1981 verdween de rang uit de Nederlandse ambtenarij nadat er andere salarisschalen werden ingevoerd. Op Curaçao bestond bij de belastingdienst de functie van commies tot 2011.

## Commiezen
In 1814 werd het Korps Grensjagers opgericht, bestaande uit 300 man, voornamelijk gepensioneerde militairen, waarvan de eerste lichting uitsluitend uit officieren bestond. Daarvoor maakten zij gebruik van zogenaamde commiezenpaden. Zij moesten de toenemende smokkelarij langs de grenzen tegengaan. Hoewel in 1819 een blauwgrijs uniform werd ingevoerd voor commiezen met driekante hoed, geweer en sabel, droegen Nederlandse commiezen meestal burgerkleding omdat ze een uniform zelf moesten bekostigen. Insignes, petten of armbanden werden niet gebruikt. Het beroep stierf langzaam uit: tijdens de Eerste Wereldoorlog werd het aantal commiezen te gering en zette de overheid daarom soldaten in, die uiteindelijk door douanebeambten zouden worden vervangen. Het inspecteursambt verviel uiteindelijk in 1950 toen de waarborgsbelasting niet meer werd geheven. 